# 우지강

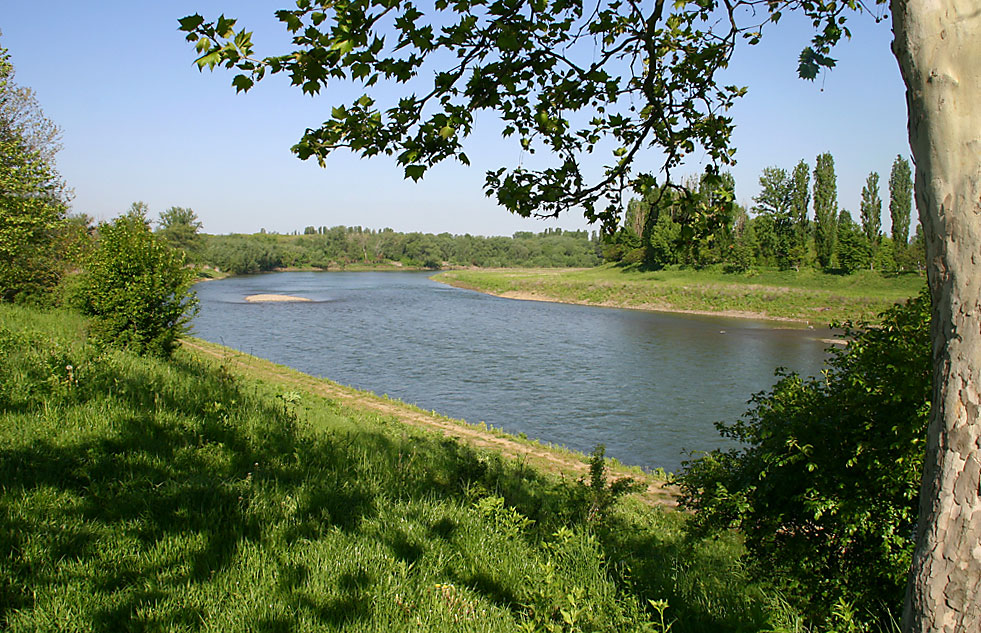
우크라이나 우지호로드 인근을 흐르는 우지강

우지강(우크라이나어: Уж, 슬로바키아어: Uh 우흐, 헝가리어: Ung 운그[*], 폴란드어: Uż 우시[*])은 슬로바키아와 우크라이나를 흐르는 강으로 길이는 127 km, 유역 면적은 2,750 km2이다.
강 이름은 고대 서슬라브어로 "뱀"을 뜻하는 '우시'(už)에서 유래된 이름이다. 라보레츠강의 지류로서 공업 용수, 관개 용수, 수력 발전에 필요한 물을 공급한다. 우지강과 접한 주요 도시로는 우크라이나 우지호로드가 있다.